# Fabián Dobles
Fabián Dobles (San Antonio de Belén, 17 janvier 1918 - San José de Costa Rica, 22 mars 1997) était un écrivain costaricien.
Il s'installa à Atenas quand il était petit, et il y étudia le droit plus tard, une carrière qu’il n'exerça jamais. Il est normalement associé aux écrivains de la "génération de 40", un groupe d'écrivain préoccupés par les changements sociaux, qui apparut durant les changements des régularisations agricoles, au moment où l’industrie du café reculait devant celle de la banane, qui créant un exode rural vers les villes portuaires. 
Il occupa plusieurs charges publiques : Legal del Patronato Nacional de la Infancia (PANI), subsides, professeur de l'Université du Costa Rica, au Liceo de Costa Rica, etc. Il fut emprisonné pour appartenance au parti communiste, et puis il eut divers emplois jusqu’à ce qu’il trouve un poste à Prensa Latina, une publication de La Havane. 